# En bukett anemoner
«En bukett anemoner» —en español: «Un ramo de anémonas»— de Jens Book-Jenssen, es una canción interpretada en noruego y publicada en 1960. Participó en la primera edición del Melodi Grand Prix.

## Festival de Eurovisión

### Melodi Grand Prix 1960
Esta canción participó en el Melodi Grand Prix, celebrado en dos ocasiones ese año —la semifinal en el 2 de febrero y la final, presentada por Erik Diesen y Odd Gythe, el 20 de febrero—. La canción fue interpretada en décimo lugar el día de la semifinal por Jens Book-Jenssen, precedida por Inger Jacobsen con «Voi Voi» y seguida por Jacobsen con «Lille Lilli-Ann fra Lillesand». Finalmente, quedó en noveno puesto de 11, con 21 puntos y sin pasar a la final.